# Pathsala
Pathsala is een dorp in het district Barpeta van de Indiase staat Assam. 

## Demografie
Volgens de Indiase volkstelling van 2001 wonen er 9.652 mensen in Pathsala, waarvan 53% mannelijk en 47% vrouwelijk is. De plaats heeft een alfabetiseringsgraad van 81%. 